# 사모아 위기
사모아 위기는 1887년부터 1889년까지 사모아 내전 기간 동안 일어났던 미국, 독일 제국, 대영제국 간 사모아 제도의 대치 상황을 뜻한다. 이 때 미국은 USS 반달리아, USS 트렌턴, USS 니프식 등 군함 3척을 파견했으며, 독일 제국은 SMS 에들러, SMS 올가, SMS 에벨 등 군함 3척을 파견했고 아피아 항구에서 몇 개월간 대치 상황에 있었으며, 대영제국은 이를 감시하기 위해 HMS 칼리오페 전함이 감시선으로 참여했다.
이 대치 상황은 1889년 3월 15일부터 16일까지 1889년 아피아 사이클론이 항구를 덮쳐 배 6척이 항구에서 난파되면서 종료되었다. HMS 칼리오페는 폭풍에서 살아남아 항구를 빠져나갈 수 있었다. 로버트 루이스 스티븐슨은 아피아의 사이클론과 그 여파를 목격하고 나중에 그가 본 것에 대해 썼다. 사모아 내전은 이후 2차 사모아 내전으로 계속되면서, 이 결과 결국 영국, 미국, 독일 3국은 1889년 3국 조약을 통해 사모아 제도를 미국령 사모아와 독일령 사모아로 분할시킨다.

## 갤러리

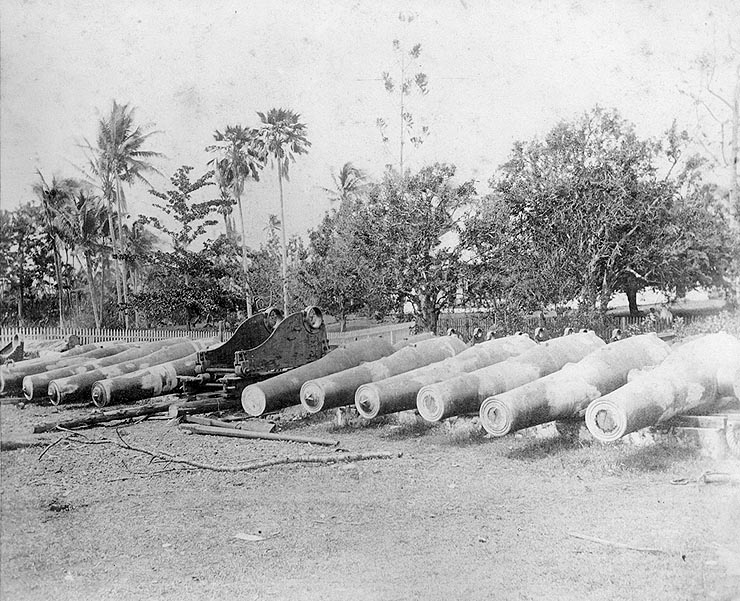
아피아에서 난파된 미국 선박에서 포를 인양하고 있다.
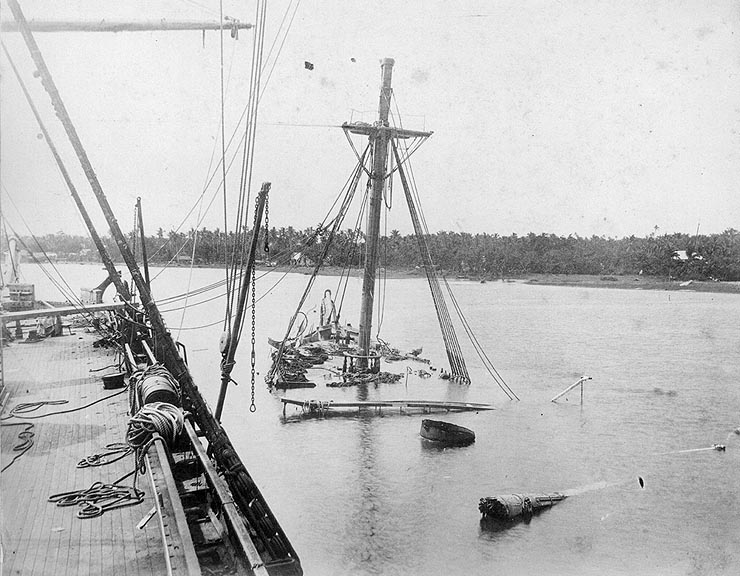
USS 트렌턴의 갑판에서 바라본 침몰한 USS 반달리아.
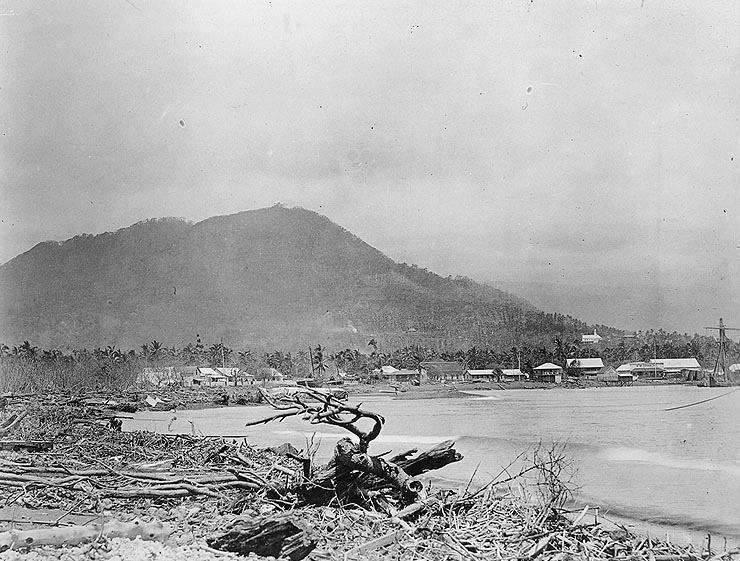
아피아 해변이 난파된 군함의 유목과 파편으로 뒤덮여 있는 모습.
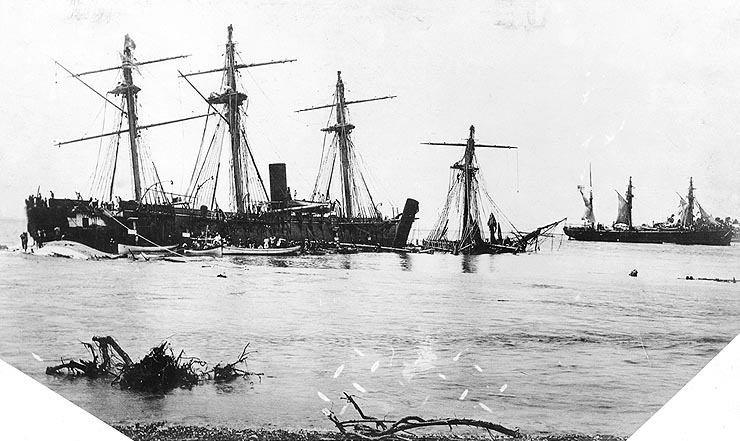
아피아의 난파된 함선.
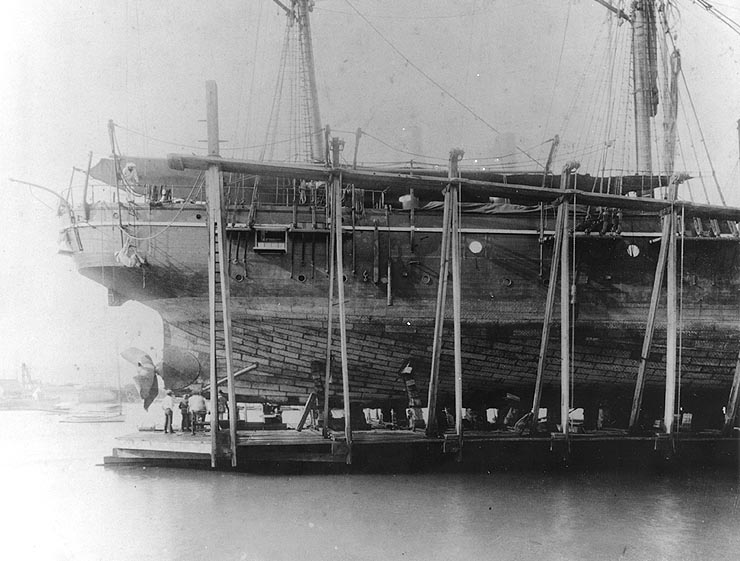
난파된 USS 니프식.
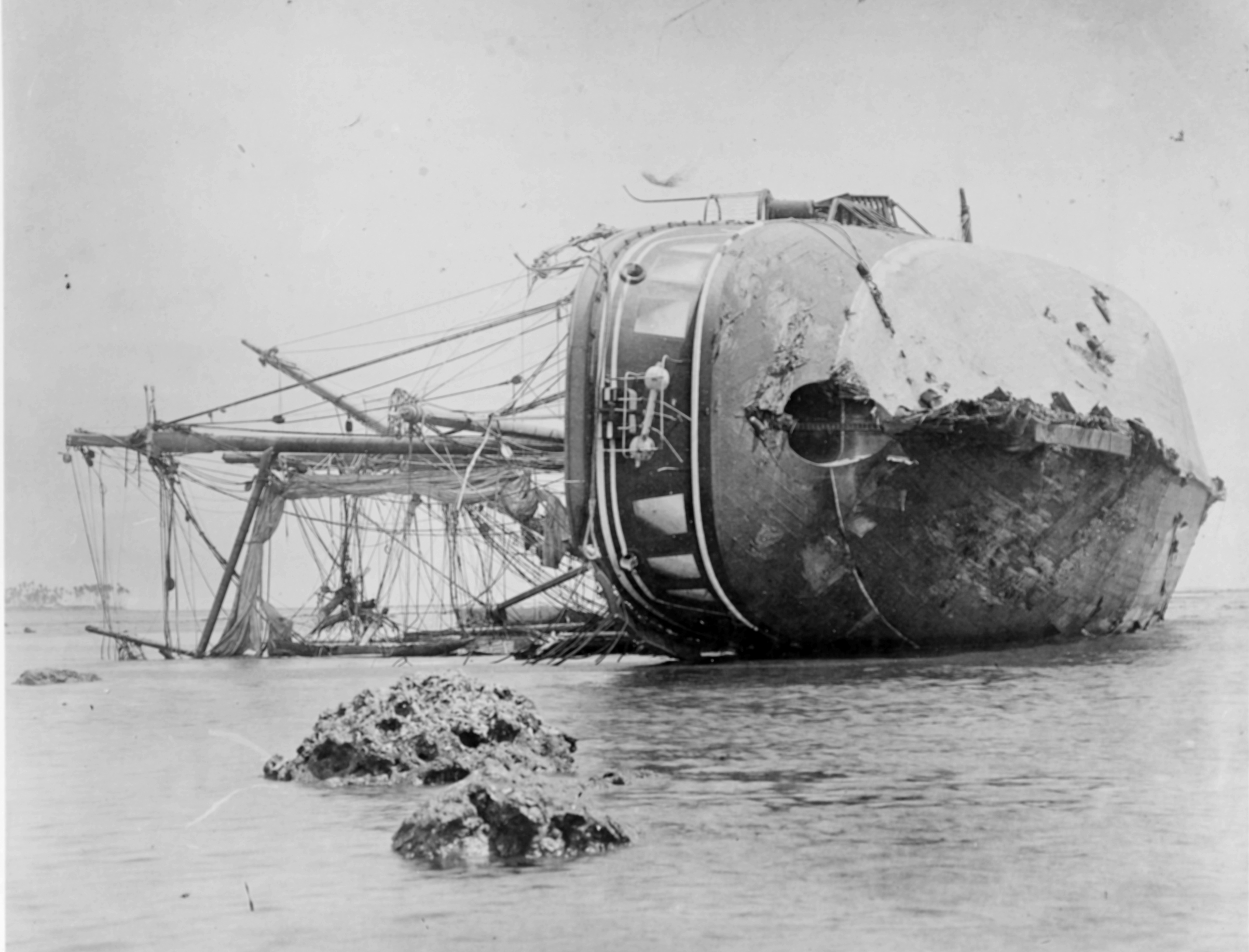
1889년, 해변에서 뒤집힌 채 있는 SMS 에벨
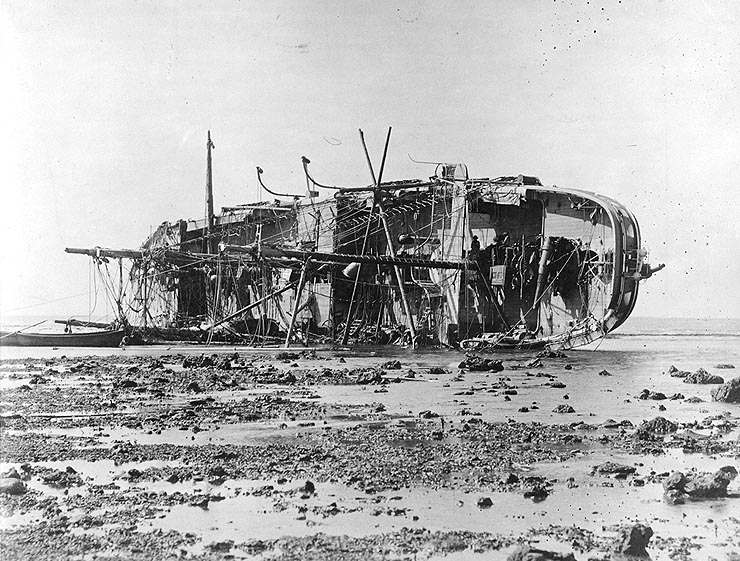
1889년, SMS 에벨의 갑판.
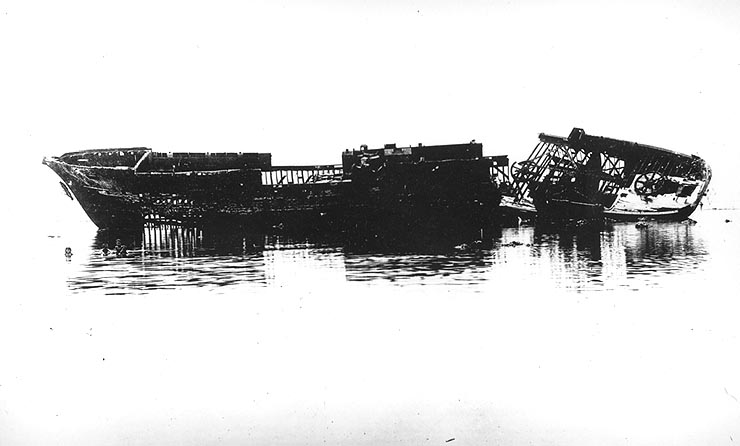
1938년 촬영한 SMS 에벨의 잔해.

## 같이 보기
- 독일령 사모아

## 참고 자료
- Conroy, Robert (2002). “Only luck kept the United States from being occupied by Kaiser Wilhelm II's army between 1899 and 1904”. Military History 18 (August).
- Gray, J.A.C. (1960). Amerika Samoa:  A History of American Samoa and Its United States Naval Administration. Annapolis: U. S. Naval Institute. ISBN 0-405-13038-4.
- “Hurricane at Apia, Samoa, 15–16 March 1889”. Events of the 1880s. Naval Historical Center. 2002. 2010년 2월 1일에 확인함.
- Kimberly, L.A. “Samoan Hurricane”. Events of the 1880s. Naval Historical Center. 2010년 4월 7일에 원본 문서에서 보존된 문서. 2010년 2월 1일에 확인함.
- LaFeber, Walter (196). The New Empire: An Interpretation of American Expansion, 1860–1898. Ithaca, New York: Cornell University Press.
- Lind, L.J. “The Epic of HMS Calliope”. Naval Historical Society of Australia. 2010년 2월 1일에 확인함.
- Rousmaniere, John (2002). After the Storm: True Stories of Disaster and Recovery at Sea. Camden, MN: International Marine/McGraw-Hill. 87–106쪽. ISBN 0-07-137795-6.
- Sisung, Kelle S. (2002). “The Benjamin Harrison Administration”. Presidential Administration Profiles for Students (Detroit: Gale Group).
- Stevenson, Robert Louis (1892). A Footnote to History, Eight Years of Trouble in Samoa. 2009년 10월 3일에 원본 문서에서 보존된 문서. 2010년 2월 1일에 확인함.
- Wilson, Graham (May–July 1996). “Glory for the Squadron: HMS Calliope in the Great Hurricane at Samoa 1889”. Journal of the Australian Naval Institute 22 (2): 51–54.